# Bonequinha de Seda
Bonequinha de Seda é um filme brasileiro de 1936 dirigido por Oduvaldo Vianna com Gilda Abreu no papel principal.

## Produção
O papel principal do filme era originalmente destinado a Carmen Miranda, que não pôde aceitar em virtude de outros compromissos. Gilda de Abreu foi convidada, e o roteiro totalmente reescrito para aptar-se à sua personalidade. As gravações iniciais ocorreram em maio de 1936. O filme estreou no Cine Palácio no Rio de Janeiro em 26 de outubro de 1936. 

## Elenco
- Gilda de Abreu	...	Marilda
- Delorges Caminha	...	João Siqueira
- Conchita de Moraes	...	Madame Valle
- Darcy Cazarré	...	Pechincha
- Mira Magrassi	...	Madame Pechincha
- Apolo Correia	...	Mesquita
- Carlos Barbosa	...	Dr. Leitão